# سه تپان (دیواندره)
سه تپان (دیواندره)، روستایی از توابع بخش کرفتو شهرستان دیواندره در استان کردستان ایران است. این روستا با روستاهای جیرانمینگه، گومه ایی، گل تپه و چالگه همجوار است. چون در بین سه تپه قرا گرفته به این نام مشهور شده‌است. مردم این روستا در حدود ۹۳ درصد باسواد هستند. مذهب آن‌ها تسنن شافعی است.

## جمعیت
این روستا در دهستان زرینه قرار دارد و براساس سرشماری مرکز آمار ایران در سال ۱۳۸۵، جمعیت آن ۱۴۷ نفر (۳۴خانوار) بوده‌است.